# Vincent Kompany
Vincent Jean Mpoy Kompany, belgijski nogometaš in trener, * 10. april 1986, Uccle, Belgija. 
Med letoma 2008 in 2019 je bil član kluba Manchester City v Premier League, kjer je bil tudi kapetan, pred tem je igral za Anderlecht in Hamburger.